# Mustafa III.
Mustafa III. (18./ 28. ledna 1717 – 21. ledna 1774) – byl sultánem Osmanské říše v letech 1757–1774. Na trůn nastoupil jako syn Ahmeda III.

## Mládí
Mustafa se narodil v Edirnském paláci 28. ledna 1717. Jeho otcem byl sultán Ahmed III. a matkou konkubína Mihrişah Kadın. Měl pouze jednoho bratra, který měl i stejnou matku, Şehzade Sulejmana. V roce 1720 se pro něj a jeho bratry, Sulejmana a Bajezida, uspořádala patnáctidenní oslava obřízky. V roce 1730 po povstání Patrony Halila, byl jeho otec Ahmed sesazen z trůnu a vlády se ujal jeho bratranec Mahmud I. Od té doby byl s otcem a bratry uvězněn v paláci Topkapi. V roce 1756 po smrti jeho staršího bratra Mehmeda byl první v pořadí na následnictví.

## Vláda

### Nástup na trůn
Mustafa nastoupil na trůn 30. října 1757 po smrti jeho bratrance Osmana III., syna sultána Mustafy II.

### Charakteristika Mustafovy vlády
Krátce po svém nástupu Mustafa věnoval pozornost hlavně justici. Zavedl několik nových opatření, které měli zlepšit prosperitu Istanbulu. Reguloval ražení mincí, vybudoval několik kamenných obchodů, zřídil akvadukty a zavedl přísnou finanční kontrolu. Často cestoval a kontroloval, zda jsou jeho nařízení a zákony dodržovány.

### Dohoda s Pruskem
Mustafa se snažil uzavřít dohodu s Fridrichem II. Velikým a v roce 1761 uzavřel mírovou dohodu s Pruskem. Mustafa preferoval cvičení svých jednotek v Berlíně před Paříží či Londýnem, aby mohl přeorganizovat svou armádu. V roce 1763 si poprvé v historii tyto země vyměnily diplomaty a velvyslance.

### Rusko-turecká válka (1768–1774)
Koca Ragip Paša, který byl velkovezírem do roku 1763, se snažil uzavřít mír se všemi sousedními státy. Díky vlivu Ruska na Kavkaz a ovládnutí Polska začal postupně mezi Osmany a Ruskem vznikat konflikt. Nástupce Ragipa, Muhsinzade Mehmed Paša, navrhoval také mír, avšak Mustafa stále byl pro válku. V roce 1768 tak Mehmed rezignoval. Sultán Mustafa očekával jednoduché vítězství nad Ruskem, říše však na dlouhou válku nebyla připravena. Během války proběhlo několik vojenských reforem, především díky francouzskému úředníkovi François Baron de Tott. Pro Osmanskou říši byla válka zdrcující. Ruská vojska okupovala Krym, Rumunsko i část Bulharska, které doposud ovládali Osmané.

### Architektura
Během vlády Mustafy se podařilo obnovit několik staveb téměř od základů, včetně Fatihovy mešity, kterou v 15. století zbudoval sultán Mehmed II. Mimo jiné nechal Mustafa vystavět mešitu Laleli a upravil nábřeží podél Yenikapı. Po zemětřeseních v letech 1766 a 1767 nechal opravit poničené budovy.

## Rodina a potomstvo

#### Konkubíny
Mustafa se oženil se všemi konkubínami, se kterými udržoval poměr. Sňatky uzavíral především z důvodu, že všechny tyto ženy se už jako muslimky narodily a měly tak být odděleny od konvertitek a otrokyň. Tyto ženy nejdříve oficiálně propustil ze služeb a následně složil manželský slib před Şeyhülislamem. Celkem se oženil s pěti ženami:
- Mihrişah Sultan (zemřela 16. října 1805 a byla pohřbena ve vlastním mauzoleu v Eyüp)
- Mihrişah Kadın (zemřela v roce 1799 a byla pohřbena v hrobce Şah Sultan v Eyüp)
- Aynülhayat Kadın (zemřela 21. července 1764 a byla pohřbena v mešitě Lalali spolu s manželem)
- Adilşah Kadın (zemřela 19. prosince 1803 a byla pohřbena v mešitě Lalali spolu s manželem)
- Rif’at Kadın (zemřela 25. prosince 1804 a byla pohřbena na hřbitově Haydarpaşa)

#### Synové
Mustafa měl celkem dva syny:
- Selim III. (24. prosince 1761 – 28. července 1808), stal se během života sultánem, matkou byla Mihrişah
- Şehzade Sultan Mehmed (10. ledna 1767 – 12. října 1772), pohřben v hrobce svého otce v mešitě Laleli

#### Dcery
Mustafa měl celkem sedm dcer:
- Hibetullah Sultan (14. března 1759 – 7. června 1762, pohřbena v mešitě Laleli), matkou byla Mihrişah
- Şah Sultan (20. dubna 1761 – 11. března 1803), matkou byla Mihrişah
- Mihrimah Sultan (4. listopadu 1762 – 16. března 1764) matkou byla Aynülhayat;
- Mihrişah Sultan (9. prosince 1762 – 21. února 1769, pohřbena v mešitě Laleli);
- Beyhan Sultan (15. prosince 1765 – 7. listopadu 1824 matkou byla Adilşah
- Hatice Sultan (14. června 1768 – 17. července 1822), matkou byla Adilşah
- Fatma Sultan (9. ledna 1770 – 26. května 1772, pohřbena v mešitě Laleli), matkou byla Mihrişah;

## Smrt

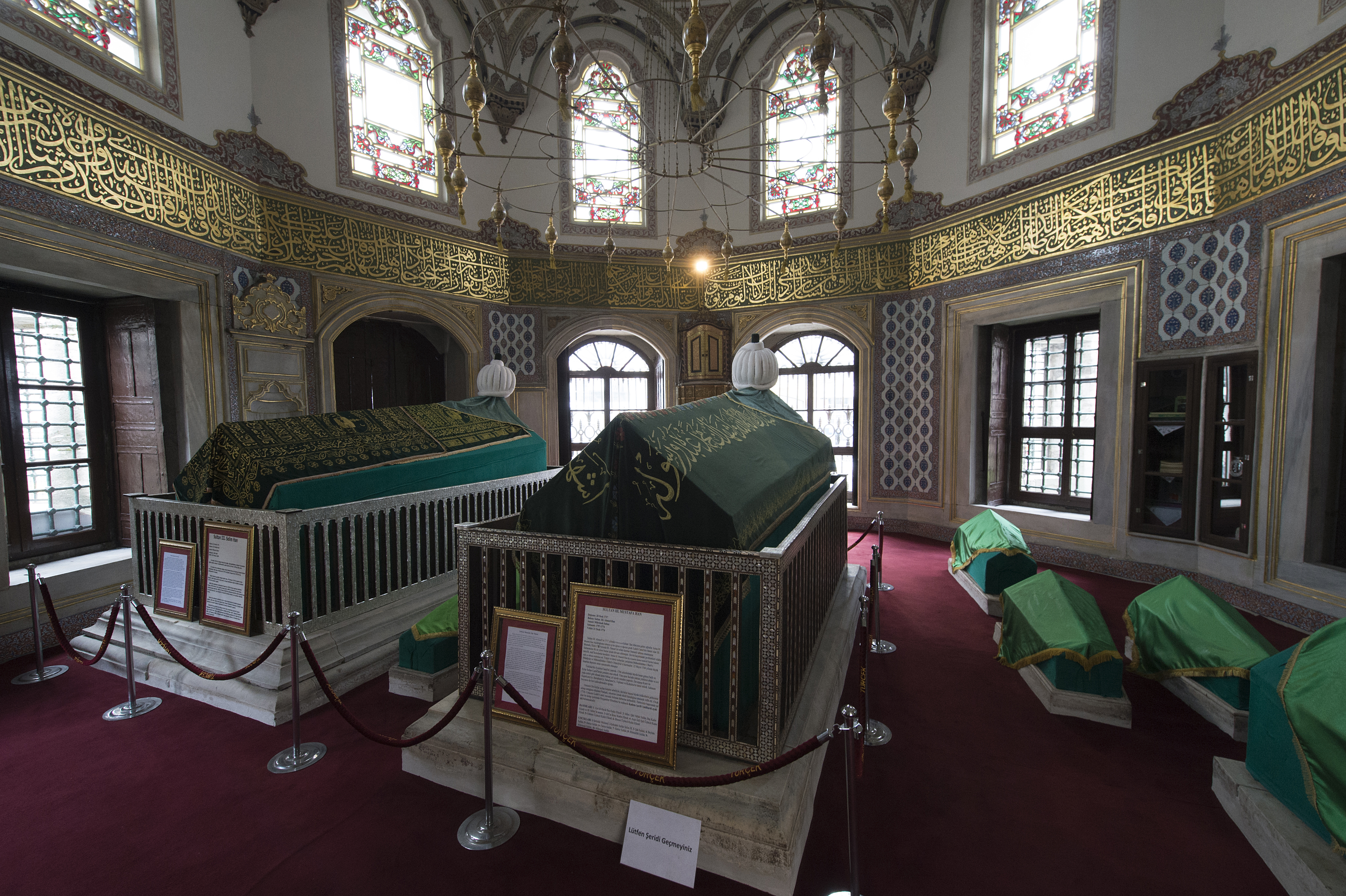
Hrob sultána Mustafy III. v mešitě Laleli

Mustafa zemřel na srdeční infarkt v pátek 21. ledna 1774 v paláci Topkapi a byl pohřben v mešitě Laleli, kterou nechal sám vystavět. Jeho nástupcem na trůnu se stal jeho bratr Abdulhamid I. Po jeho smrti procházela říše ekonomickou a administrativní krizí.